# Nikon D5000
Nikon D5000 – lustrzanka cyfrowa (ang. DSLR, Digital Single Lens Reflex Camera) przeznaczona dla średnio zaawansowanych użytkowników, produkowana przez japońską firmę Nikon. Jej premiera miała miejsce w połowie kwietnia 2009 roku. Posiada matrycę o rozdzielczości 12,2 megapikseli.
Aparat nie ma wbudowanego w korpus silnika autofokusu. Zastosowana w nim matryca pochodzi z wyższych modeli D90 i D300. Aparat posiada funkcję nagrywania filmów oraz ruchomy wyświetlacz LCD o przekątnej 2,7 cala.
Następcą tego modelu jest Nikon D5100.

## Podstawowe dane techniczne
- liczba pikseli – 12,2 megapikseli
- maksymalna rozdzielczość – 4288 x 2848
- procesor obrazu – EXPEED
- zakres ISO – 200-3200 (tryb rozszerzony: 100–6400)
- zapis wideo – 1280 x 720 (16:9)
- ogniskowanie – 11-punktowy autofocus
- karta pamięci – Secure Digital (SDHC)

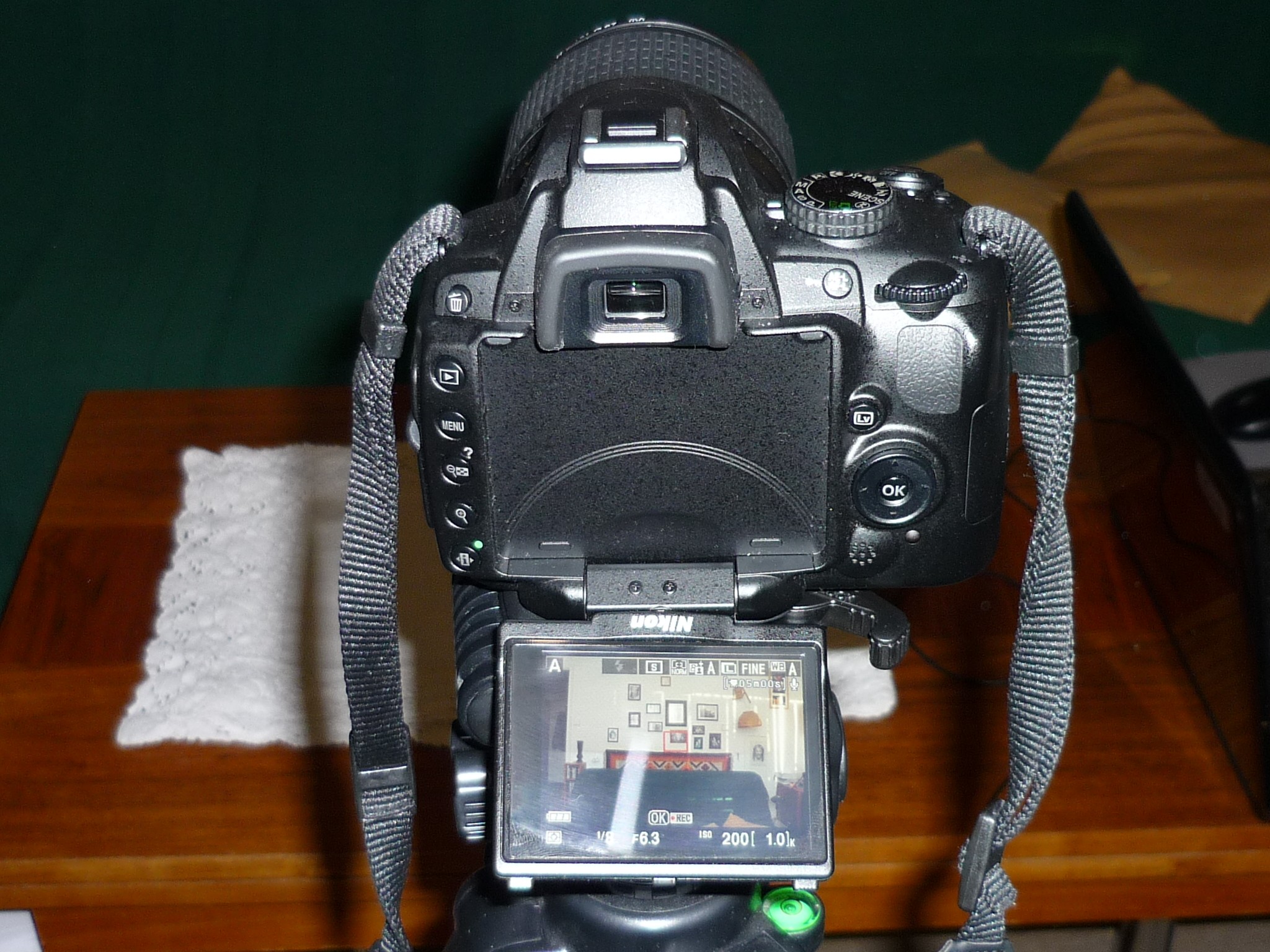
Przykład użycia ruchomego wyświetlacza LCD w aparacie Nikon D5000

- masa – 560 g (bez akumulatora)
- wymiary – ok. 127 x 104 x 80 mm
- tryb podglądu na żywo i D-Movie
- 19 programów tematycznych